# Шангуань Ваньэр
Шангуань Ваньэр (кит. 上官婉兒; 664, Шаньчжоу — 21 июля 710, Чанъань) — наложница танского императора Чжун-цзуна, китайский политик и поэтесса.

## Биография
Происходила из знатного китайского рода. Ее дедом был канцлер Шангуань Й, имевший титул Чу-гун (герцог Чу). Его казнили в 665 году в результате интриг императрицы У Цзэтянь. Вместе с ним был казнен и его сын Шангуань Тиньжы — отец Шангуань Ваньэр. Девочке в то время было всего несколько месяцев от роду. Вместе с матерью — госпожой Чжэн — она осталась при императорском дворе на положении рабыни внутреннего дворца императора.
Мать выучила Ваньэр писать и сочинять стихи. Литературный талант проявился с ранних лет. Когда девочке было 13 лет, императрица У Цзэтянь нашла стихи Ваньер и, узнав, кто их автор, попросила девочку написать при ней эссе на заданную тему. Императрица была так поражена написанным, что назначила Ваньэр своим личным секретарем.
Вскоре после смерти императора Гао-цзуна в декабре 683 года. У Цзэтянь захватила власть, став править единолично. Важную роль в политике У Цзэтянь стала играть Шангуань Ваньэр, поскольку императрица придавала ей особое расположение и советовалась по всем вопросам, начиная от того, как отвечать на ходатайства мелких чиновников, заканчивая важными государственными делами. Фактически Ваньэр готовила все императорские приказы. Впрочем за невыполнение одного из решений императрицы Ваньэр была татуирована (вместо смертной казни).
В 690 году, когда в У Цзэтянь провозглашает себя императором династии Чжоу и принимает титул императора, Шангуань Ваньэр получила задание отбора новых чиновников в провинциях на основе государственных экзаменов. Высказывается мнение, что она участвовала в создании поэтических и литературных текстов, приписываемых императрице, таких как «Чжуантанши», или «Биографии великих женщин», однако это не верно. В феврале 705 года вспыхнуло восстание, к которому присоединились военные, в результате чего в У Цзэтянь заставили отречься от трона в пользу ее сына Ли Сианя (известный как Чжун-цзун).
Император сделал Ваньэр своей наложницей 14-го ранга, и положил на нее ответственность за разработку эдиктов и других императорских приказов. Она приобщила к управлению У Санься, племянника У Цзэтянь. По предложению Ваньэр время трудовой повинности и военной службы изменилось с 20-59 лет на 22-58 лет.
В 707 году она едва спаслась во время мятежа принца Ли Чунцзюня. Усилиями Ваньэр в 708 году была создана императорская академия, в которой проходили соревнования поэтов, где Ваньэр часто была судьей. Вскоре она стала наложницей 6-го ранга. Она часто писала стихи от имени императора и императрицы Вэй. В 709 году она способствовала назначению канцлером Цуй Ши.
3 июля 710 года император был отравлен, предположительно императрицей Вэй. 21 июля того же года началось восстание, во время которого императрица Вэй была убита, а на трон был поставлен Ли Чунмао. Шангуань Ваньэр, несмотря на то, что тайно поддержала свержение Вэй, была казнена. В 711 году новый император Ли Дань восстановил ее статус посмертно. В 2013 году ее гробница была найдена возле аэропорта в Сяньяне.